# Martin Sharp
Martin Sharp (Sydney, 21 de janeiro de 1942 — Sydney, 1 de dezembro de 2013) foi um artista, cartunista, compositor e cineasta australiano. Sharp fez enormes contribuições para a cultura australiana e internacional desde o início dos anos 60, e é saudado como o primeiro artista pop da Austrália. Seus famosos cartazes psicodélicos de Bob Dylan, Donovan e outros, classificados como clássicos do gênero, juntamente com o trabalho de Rick Griffin, Hapshash and the Coloured Coat e Milton Glaser.